# Sitaru
Sitaru – wieś w Rumunii, w okręgu Ilfov, w gminie Grădiștea. W 2011 roku liczyła 1172 mieszkańców.